# Gioacchino Natoli
Gioacchino Natoli (Patti, 20 maggio 1947) è un ex magistrato italiano.
Già membro del pool antimafia di Palermo insieme a Giovanni Falcone e Paolo Borsellino, e componente del Consiglio superiore della magistratura (CSM).

## Biografia
Laureato con lode in Giurisprudenza all'Università degli Studi di Palermo il 27 novembre 1969, Natoli entra in magistratura nel 1978, diviene giudice istruttore al tribunale di Trapani e quindi nel 1983 in quello di Palermo su richiesta di Rocco Chinnici, pochi giorni prima del suo assassinio. 
Entra nel pool antimafia dell'ufficio istruzione, guidato da Antonino Caponnetto, con tra gli altri Giovanni Falcone e Paolo Borsellino.
Il giudice Natoli si è occupato dell'istruttoria del Maxiprocesso di Palermo, delle indagini su Totò Riina, e sull'omicidio di Pio La Torre, nonché dell'inchiesta "Pizza connection", che si svolse a New York in collaborazione con l'FBI e vide imputati Gaetano Badalamenti e altri mafiosi siculo-americani.
Entra nella procura di Palermo dal 1991, ed è stato componente della Direzione distrettuale antimafia (DDA),
Natoli viene incaricato di seguire, tra i tanti altri, il processo dell'eurodeputato Salvo Lima ed è il PM del processo del senatore Giulio Andreotti, che indagava sui rapporti mafia e politica, dove è rimasto fino al 1998, quando è stato eletto componente togato del Consiglio superiore della magistratura (CSM) fino al 2002. Ricoprendo in seguito il ruolo di vice Presidente dell'Associazione nazionale magistrati.
Nel 2005 è stato nominato presidente del tribunale del riesame di Palermo, e nel giugno 2011 presidente del tribunale di Marsala. Natoli diviene presidente della Corte d'appello di Palermo nell'aprile 2015.
Nel giugno 2016 è chiamato dal ministro Andrea Orlando, come capo del dipartimento organizzazione giudiziaria del Ministero della giustizia. Va in quiescienza il 31 dicembre 2017.
Il 30 maggio 2018 il presidente della Regione Siciliana Nello Musumeci lo nomina commissario straordinario della Camera di commercio di Caltanissetta, dopo l'arresto del suo presidente Antonello Montante, fino al 31 agosto 2018.

## Procedimenti giudiziari
Nel luglio 2024 viene indagato dalla procura di Caltanissetta per favoreggiamento aggravato alla mafia. Secondo l'accusa "per aiutare imprenditori mafiosi avrebbe cercato di insabbiare un filone della cosiddetta inchiesta mafia-appalti".

## Opere
- Cosa nostra ieri, oggi, domani: la mafia siciliana nelle parole di chi la combatte (con Gianni di Cagno), Ed. Dedalo, 2004, ISBN 8822062701